# Nederlandsch Mettray
Nederlandsch Mettray was een protestants opvoedingstehuis voor niet-criminele jongeren met gedragsproblemen, opgericht in 1851 door Willem Hendrik Suringar. Het werd als landbouwkolonie opgebouwd op het landgoed Rijsselt in Eefde bij Zutphen in de Nederlandse provincie Gelderland naar het voorbeeld van een gelijkaardige inrichting in het Franse Mettray. Later werd het onder verschillende namen een jeugdzorginstelling.

## Inleiding
Aan het begin van de negentiende eeuw maakte Nederland een verandering door. Na de Franse overheersing in 1813 ging Nederland verder als een zelfstandige staat. Wel bleef men gebruikmaken van de Franse wetboeken, waaronder het Franse wetboek voor strafrecht. Deze Code Pénal kende bepaalde leemten, met name voor kinderen. In Frankrijk probeerde men daar iets aan te doen. Voor kinderen die volgens de Code Pénal ontoerekeningsvatbaar werden verklaard, had men in Mettray een speciale inrichting gebouwd. Deze heeft model gestaan voor een soortgelijke inrichting in Nederland.  

### Het Koninkrijk der Nederlanden en haar Code Pénal
In de beginjaren van Nederland als zelfstandige staat was er nog maar weinig aandacht voor kinderen. Dat was logisch: het garanderen van orde en rust had de prioriteit.  
Op het gebied van strafrecht was er dan ook vrijwel niets geregeld voor kinderen. Men maakte nog gebruik van de Code Pénal die Napoleon daar in 1810 had ingevoerd. Dit wetboek maakte het mogelijk dat kinderen tot 16 jaar straffen konden krijgen waarvoor men vandaag de dag behoorlijk wat uit moet halen. In artikel 66 Code Pénal werd bepaald dat  kinderen tot 16 jaar die 'zonder oordeel des onderscheids' gehandeld hadden, vrijgesproken moesten worden. 
Wat is nu precies dit onderscheid? Volgens Peerbolte die een proefschrift over het oordeel des onderscheids schreef betekent het dat men de feitelijke strekking der handeling beseft en men het maatschappelijk ongeoorloofde der handeling inziet. Dus in het geval dat de rechter van mening was dat kinderen toerekeningsvatbaar waren, konden zij gevangenisstraf krijgen tot maximaal 20 jaar. Kinderen konden echter niet ter dood veroordeeld worden, deze straf moest dan worden omgezet in de hoogste gevangenisstraf. Werden zij echter ontoerekeningsvatbaar verklaard, zij zouden 'zonder oordeel des onderscheids' gehandeld hebben, moest vrijspraak volgen. De rechter kon in dat geval de kinderen teruggeven aan de ouders of het kind naar een verbeterhuis sturen. In feite waren deze verbeterhuizen gewone gevangenissen.

## Oprichting Nederlandsch Mettray

### Willem Hendrick Suringar
Iemand die zich het lot van jeugdige criminelen aantrok was W.H. Suringar. Dit was een jongeman geboren in Friesland die als droom had predikant te worden. Omdat hij zijn vader, die een eigen zaak had, moest gaan helpen, heeft hij zijn studie moeten beëindigen. Toch probeerde hij wat te doen aan geestelijke verzorging. Hij bezocht regelmatig gevangenen en probeerde hen zedenkundige steun en onderricht te geven. De aanwezigheid van een gevangenis in Leeuwarden, zijn geboortestad, zou er ook aan bij hebben gedragen dat zijn interesse voor gevangenen werd gewekt. Hij wilde iets doen voor gevangenen, in het bijzonder voor de jeugd. Hij richtte samen met twee anderen, Nierstrazz en Warnsinck, het 'Genootschap tot zedelijke verbetering der gevangenen' op. 

### Het Genootschap tot zedelijke verbetering der gevangenen
De oprichting van een dergelijk filantropisch genootschap past precies in het achttiende-eeuwse Verlichtingsdenken. Men geloofde in de maakbaarheid van de samenleving en het goede in de mens.Mensen die in de problemen waren geraakt konden weer op het rechte pad worden gebracht door hen te vormen zodat zij in de toekomst de juiste keuzes zouden maken en niet meer van het rechte pad zouden afglijden. Het Genootschap werd bij Koninklijk Besluit van 6 oktober 1823 erkend. Het ging zich bezighouden met de godsdienstige en zedenkundige verbetering van gevangenen. Dit wilde men bereiken door onderwijs te geven in de gevangenis aan de gevangenen. Maar ook vervulde zij een rol in de reclassering, ze hielpen ex-gedetineerden bij hun terugkeer in de samenleving. Daarnaast deed zij aanbevelingen aan de regering om verbeteringen aan te brengen in het gevangeniswezen. Zo was men bij het Genootschap van mening dat een cellulaire aanpak beter zou zijn voor de gevangenen. Gevangenen konden beter ieder een eigen cel krijgen dan dat zij tezamen opgesloten zaten. Wanneer men alleen opgesloten zit krijgt men de kans zijn daden te overdenken en zijn zonden te overdenken, alleen dan zou iemand tot inkeer kunnen komen. Ook vond men dat kinderen van de volwassenen moesten worden gescheiden. Men was bang dat kinderen, door ze in aanraking te laten komen met dieven en moordenaars, er alleen maar slechter van zouden worden; immers waar men mee omgaat wordt men mee besmet.

### Regelgeving
Weliswaar bestond er enige regelgeving omtrent de verdeling der gevangenen in de gevangenis. Bij Besluit van den Soevereinen Vorst van 26 februari 1814 werd de instructie gegeven dat gevangenen zo veel mogelijk naar hun stand en misdaad gescheiden moesten worden. Mannen en vrouwen moesten gescheiden en kinderen moesten allemaal bij elkaar geplaatst worden onder toezicht van de gevangenen die zich aan de lichtste vergrijpen schuldig hadden gemaakt en bij hen die zich voorbeeldig gedroegen. In een Koninklijk Besluit van later datum, dat van 4 november 1821, staat beschreven dat kinderen zo veel mogelijk afgezonderd van de volwassen gedetineerden moesten worden gehouden. Volgens het Genootschap betekende dit dat kinderen te allen tijde van de volwassenen moesten worden gescheiden. Er zouden dus aparte jeugdgevangenissen moeten komen. 
Het Genootschap had verzocht een dergelijke gevangenis in Amsterdam te realiseren, dit was echter niet mogelijk omdat er in Amsterdam geen geschikte locatie voorhanden zou zijn geweest. In Rotterdam was er wel een geschikte locatie, men kon de jeugdige delinquenten huisvesten in de aldaar aanwezige gevangenis. Er was ruimte in deze gevangenis gekomen nu er een nieuwe gevangenis in Hoorn was geopend, gevangenen uit Rotterdam werden naar deze inrichting in Hoorn overgebracht. Aanvankelijk werden jongens en meisjes gezamenlijk in Rotterdam opgesloten, hier kwam een einde aan toen in 1836 voor meisjes een aparte gevangenis in Amsterdam werd opgericht.  

### Mettray
Suringar maakte  vele reizen naar het buitenland, hij wilde kijken hoe men in andere landen omging met jeugdige criminelen. Op een van die reizen komt hij in Mettray, een plaats in Frankrijk vlak bij de stad Tours. Ene Demetz, die raadsheer bij het Koninklijk Gerechtshof was geweest, had een tehuis voor verwaarloosde en misdadige kinderen gerealiseerd. Hiervoor had hij de kunst afgekeken van een soortgelijk tehuis in Hamburg, het 'Rauhe Haus'. Samen met steun van Graaf de Bretingnères, die aanvankelijk een bejaardenhuis wilde oprichten, had Demetz een landbouwkolonie opgericht waar verwaarloosde en misdadige jeugd in het gareel kon worden gebracht. Het concept van de landbouwkolonie en de gang van zaken aldaar sprak zeer tot de verbeelding van Suringar. Bij zijn terugkomst in Nederland was hij vastbesloten iets soortgelijks in Nederland op te richten. Hij liet een boekje maken van zijn ervaringen in Frankrijk, getiteld De Landbouwkolonie te Mettray (in Frankrijk) een voorbeeld voor Nederland. Het boekje werd voorafgegaan door een redevoering zoals hij deze hij gedaan op 6 mei 1847 te Amsterdam alwaar hij opriep de handen ineen te slaan en dat in Nederland binnen drie tot vier jaar een Landbouwkolonie naar Frans voorbeeld zou kunnen verrijzen.

### Nederlandsch Mettray
Het verhaal gaat dat een halfuur na het voornoemde boekje gelezen te hebben, de heer Schuller ertoe over ging om Suringar een aanzienlijk geldbedrag te bieden. Uiteindelijk was Suringar op donaties aangewezen omdat de regering hulp aan verwaarloosde kinderen overliet aan het particuliere initiatief. Deze heer Schüller bood genoeg geld om een landbouwkolonie op te kunnen richten. Wel stelde hij een aantal eisen, hij wilde zijn geld, een som van 16.000 gulden, niet zomaar afstaan. Hij wilde dat de op te richten kolonie in Gelderland zou worden gevestigd. Het moest bestemd worden voor protestants-christelijke jongeren en vooral bestemd worden voor verwaarloosde jongeren. Aanvankelijk wilde Suringar ook misdadige jeugd helpen net zoals in Mettray gebeurde. Door de aandacht meer op verwaarloosde jeugd te richten leek het plan meer op die van het Rauhe Haus uit Hamburg. 
Na een lang beraad werd besloten om spijkers met koppen te slaan. Op het landgoed Rijsselt bij Eefde in de gemeente Gorssel moest 'Nederlandsch Mettray' verrijzen. Bij de keuze van het betreffende landgoed is er op gelet dat deze plek goed geïsoleerd lag. Gebleken was dat uit de drie grootste steden, Amsterdam, Rotterdam en Den Haag de meeste criminele en verwaarloosde jongeren kwamen. Het zou goed voor hen zijn als zij ver van deze plaatsen en van de buitenwereld gescheiden werden. In de winter van 1851-1852 konden de eerste kinderen worden gehuisvest op Nederlandsch Mettray. 
In Frans Mettray hanteerde men een familiesysteem. Een der jongelieden werd tot oudsten broeder gekozen en voorts een ondermeester, of souschef, als hoofd van het gezin. De kinderen werden verdeeld over een achttal huizen.  
Deze opzet nam men over in Nederlandsch Mettray, waarbij opgemerkt moet worden dat de Koning en de Koningsmoeder zo vrijgevig waren om een aantal huisjes cadeau te doen. Hier stond tegenover dat deze huizen de namen van overleden koningskinderen moesten dragen tot hun gedachtenis. Daarnaast schonken ze een aantal zelfportretten om de huisjes op te leuken. 

## Geschiedenis

### Kinderwetten
Voor het eerst in 1854 werd er iets van overheidswege gedaan voor misdadige jeugd, namelijk de komst van het 'Huis van arrest' te Alkmaar. Het zou echter nog tot de invoering van de Kinderwetten in 1905 duren tot er echt verbeterhuizen kwamen waar jeugdigen opgevoed en in hechtenis gehouden konden worden. Ook Nederlandsch Mettray kampte met een probleem wat pas met diezelfde Kinderwetten zou worden verholpen. Kinderen op Mettray waren daar veelal vrijwillig, de ouders hadden ermee ingestemd dat hun kind opgenomen werd. Ze konden het echter weer ophalen wanneer zij dat wilden. Dit was natuurlijk niet in het belang van het kind, maar men kon er weinig tegen doen. Zoals gezegd ontstond er pas een deugdelijke wetgeving die uitzetting van de ouderlijk macht mogelijk maakte met de komst van de kinderwetten van 1905. Deze kentering in het denken is ingezet rond 1886 toen het nieuwe Wetboek van strafrecht verscheen. In dit wetboek werd het oordeel des onderscheids afgeschaft voor kinderen beneden de tien jaar, zij waren nu altijd ontoerekeningsvatbaar. Het was in deze periode gewoon geworden om misdaad als een sociaal verschijnsel te zien. Men wilde niet langer louter straffen, maar men ging ook op zoek naar een meer structurele oplossing.
De komst betekende echter niet het einde van Nederlandsch Mettray. Wel waren er zo rond het begin van de twintigste eeuw veel nieuwe organisaties gekomen die zich ook met de problematiek rondom verwaarloosde en criminele jeugd gingen bezighouden, bijvoorbeeld de 'Nederlandse bond tot kinderbescherming' en de vereniging 'Pro Juventute'.

### Latere ontwikkelingen
In 1939 werd ten behoeve van de jongens in de inrichting een padvindersgroep opgericht, de Mettraygroep. Deze padvindersgroep stond onder leiding van P. Heydelberg en de hopman van de verkenners (jongens van 12 tot en 16 jaar) was de heer J. de Winter jr en was aangesloten bij De Nederlandse Padvinders. In 1941 werd ook een welpenhorde (jongens van 7 tot en met 11 jaar) opgericht onder leiding van akela Wildervanck de Blécourt. De groep is waarschijnlijk opgeheven op 2 april 1941, toen de Duitse bezetter alle scoutingactiviteiten in Nederland verbood. 
In 1978 werd Nederlandsch Mettray een Internaat voor Zeer Intensieve Behandeling. Vanaf 1985 werden ook meisjes opgenomen. 
Zoals andere soortgelijke internaten werd het in de jaren 90 toegevoegd Dienst Justitiële Inrichtingen van Justitie. 
In 1998 veranderde Nederlandsch Mettray van naam na een fusie met De Marke uit Rekken. De naam werd toen gewijzigd in Rentray. Deze nieuwe orthopsychiatrische instelling voor jongeren met ernstige gedragsproblemen, verzorgt ambulante en residentiële begeleiding aan jongeren in de leeftijd van 10 tot 23 jaar. Ze zijn werkzaam in Eefde (oorspronkelijke locatie van Nederlandsch Mettray), Rekken en Flevoland.
Sinds 1 januari 2008 was Rentray Eefde geen Justitiële Jeugdinrichting meer, maar een besloten jeugdinrichting, genaamd Jeugdzorg Plus. Financiering liep vanaf toen via het ministerie van VWS. Open opvanggroepen waren er ook, en er was een ZMOK (Zeer moeilijk opvoedbare kinderen)-school aanwezig op het terrein, genaamd Rentray Suringarschool. Ook kreeg de instelling een eigen polikliniek, Traverse. 
Per 1 januari 2010 fuseerde Rentray met de Leo Stichting Groep, en kreeg de naam LSG-Rentray. In 2013 nam deze organisatie de instelling Zonnehuizen over en werd de naam van de fusieorganisatie Intermetzo. Per 1 september 2016 vond er een overname van Intermetzo door zorgorganisatie Pluryn plaats.